# Рабинович Адольф Йосипович
Адо́льф Йо́сипович Рабино́вич (24 березня (5 квітня) 1893, Одеса — 19 вересня 1942, Казань) — український і російський фізико-хімік. Член-коренспондент АН СРСР (1933).

## Біографія
Народився в сім'ї юриста. 1911 року із золотою медаллю закінчив 2-у Одеську гімназію.
1915 року з дипломом першого ступеня закінчив природниче відділення фізико-математичного факультету Новоросійського університету в Одесі.
У 1915—1917 роках працював лаборантом металургійної лабораторії на заводі сільськогосподарських знарядь в Одесі, продовжуючи наукові роботи з фізики та фізичної хімії, розпочаті в університеті.
У 1917—1920 роках працював у Новоросійському університеті на кафедрі хімії.
1920 року захистив магістерську дисертацію. У 1920—1923 роках викладав фізичну хімію у вищих навчальних закладах Одеси.
Від 1923 року працював у Москві в Науково-дослідному фізико-хімічному інституті імені Льва Карпова: 1926 року створив лабораторію колоїдної хімії (пізніше розрослася до великого відділу інституту), 1928 року — фотохімічну, 1930 року — рентгенівську.
Був членом редакційних колегій низки наукових журналів («Журнал физической химии», «Успехи химии», «Коллоидный журнал»).
Від 1930 року — професор Московського університету. В університеті організував спеціальність «фотохімія», читав курс лекцій «Будова речовини».
1 лютого 1933 року Рабиновича обрали членом-кореспондентом АН СРСР. 1934 року його затвердили в ученому ступені доктора наук без захисту дисертації.
У 1938—1942 роках Рабинович був завідувачем кафедри колоїдної хімії Московського університету.

## Наукова діяльність
Займався електрохімією колоїдів і концентрованих розчинів, а також застосуванням колоїдної хімії до питань наукової фотографії.
Встановив зв'язок адсорбції іонів зі стабільністю колоїдних систем, запропонував адсорбційну теорію фотографічного проявлення, виявив вплив адсорбції на спектри поглинання та сенсибілізуючу дію барвників.

## Електронні джерела
- Хімічний факультет МДУ [Архівовано 26 вересня 2007 у Wayback Machine.](рос.)
- Хімічний факультет МДУ. Кафедра колоїдної хімії [Архівовано 29 вересня 2007 у Wayback Machine.](рос.)